# Droizy
Droizy é uma comuna francesa na região administrativa de Altos da França, no departamento de Aisne. Estende-se por uma área de 5,42 km². Em 2010 a comuna tinha 79 habitantes (densidade: 14,6 hab./km²).